# 東京短資
東京短資株式会社（とうきょうたんし）は、東京都中央区に本社を置く日本の短資会社。東京短資グループ。

## 概説
現在ある短資会社の中では最も古く、1909年（明治42年）に創業。東短グループの中核企業。2016年4月に東短ホールディングス株式会社、東短インフォメーションテクノロジー株式会社を吸収合併。
コール取引、手形、短期国債証券、譲渡性預金（NCD）、短期社債（CP）、債券レポ等の短期金融商品の仲介業を行っている。

## 沿革
- 1900年8月 - 柳田ビル・ブローカー設立。
- 1909年4月 - 柳田ビル・ブローカーが手形仲介業務を始め、創業。
- 1919年10月 - 柳田ビル・ブローカーが、株式会社栄城銀行を買収して、柳田ビル・ブローカー銀行に商号変更。
- 1930年7月 - 銀行法改正の影響で銀行業務を廃止して、柳田ビル・ブローカー株式会社に商号変更。
- 1942年7月 - 敵性語排除により「ビルブローカー」が「短資業」に改められたことにより、柳田ビル・ブローカーから柳田短資株式会社に商号変更。
- 1949年1月 - 柳田短資が、早川短資株式会社を吸収合併、大和証券株式会社資金部の短資業務（藤本ビルブローカーの流れ）を営業譲受し、東京短資株式会社に商号変更。
- 1952年7月 - 外国為替の仲介業務を開始。
- 1978年12月 - 子会社としてトウキョウ フォレックス株式会社を設立し、東京短資が行っていた外国為替の仲介業務を移管する。
- 1997年
  - 2月 - 子会社として東短リサーチ株式会社を設立。
  - 6月 - 子会社としてトウキョウフォレックス証券株式会社を設立。
- 1999年10月 - トウキョウフォレックスと上田ハーローの折半出資合弁会社として、トウキョウフォレックス上田ハーロー株式会社（2019年10月より上田東短フォレックス株式会社に商号変更）を設立。
- 2000年
  - 2月 - 子会社として、東短エイジェンシー株式会社と東短インフォメーションテクノロジー株式会社を設立。
  - 3月 - トウキョウ フォレックスが、東短デリバティブズ株式会社に商号変更。
  - 9月 - ティーアイユーデリバティブズ株式会社を設立（後に東短キャピタルマーケッツ株式会社に商号変更）。
  - 10月 - トウキョウフォレックス証券が、ガーバンインターナショナル証券東京支店と合併して、ガーバン東短証券株式会社となる（後にICAP東短証券株式会社に商号変更）。
- 2001年5月 - 子会社として、ナットソース・ジャパン株式会社を設立。
- 2003年
  - 8月 - グループの持株会社として、東短ホールディングス株式会社を設立。
  - 12月 - 東京短資が会社分割を行い、子会社株式等の資産を東短ホールディングス株式会社に承継して、持株会社制完成。
- 2004年
  - 4月 - 東短エイジェンシーが、東短デリバティブズを吸収合併。
  - 7月28日 - 東短エイジェンシーの完全子会社として、トウキョウフォレックス株式会社（2代目）を設立。
- 2006年2月 - トウキョウフォレックスが、東短ホールディングスの直接の完全子会社となる。
- 2008年4月1日 - トウキョウフォレックスが、マネックス・ビーンズ・ホールディングス株式会社（現・マネックスグループ）の子会社（90%出資）となる（後に株式会社マネックスFXに商号変更）。
- 2012年1月 - 東短キャピタルマーケッツが東短ICAP株式会社に商号変更。
- 2014年3月 - 東短ビジネス情報コンサルティング（上海）有限公司設立。
- 2016年4月 - 東短ホールディングス、東短インフォメーションテクノロジーを吸収合併。資本金103億円。
- 2018年9月 - 株式会社デジタルガレージと株式会社Crypto Garageを設立（40%出資）。

### 栄城銀行
- 1900年8月 - 神奈川県に株式会社寄銀行設立。
- 1906年12月 - 東京府に移転。
- 1907年2月 - 株式会社東京中央銀行に改称。
- 1908年12月 - 株式会社都銀行に改称。
- 1911年12月 - 株式会社栄城銀行に改称。
- 1919年10月 - 株式会社柳田ビルブローカー銀行に改称。

## グループ会社
- 東短ICAP株式会社 - I-cap Groupとの合弁会社。金利スワップ・金利オプション取引の媒介。
- 上田東短フォレックス株式会社（旧トウキョウフォレックス上田ハーロー株式会社、2019年10月より商号変更） - 東短ICAP株式会社が50%出資。外国為替売買取引・外貨資金貸借取引の媒介。
- セントラル東短証券株式会社 - 仲介専門の金融商品取引業。40%を出資（旧商号はセントラル短資証券。2011年1月にICAP東短証券から国債の売買仲介事業を譲渡されるとともに、東短ホールディングスなどが出資し現商号に変更）。
- ICAP東短証券株式会社 - 仲介専門の金融商品取引業。40%を出資（2000年10月にトウキョウフォレックス証券とガーバンインターナショナル証券東京支店が合併）。
- ジェイ・ボンド東短証券株式会社 -完全子会社。債券のオンライン取引システム提供。
- 東短リサーチ株式会社 - 完全子会社。シンクタンク。
- アーク東短オルタナティブ株式会社 - プライベート投資に関するトータル・サポート。
- 東短エイジェンシー株式会社 - 完全子会社。不動産管理会社。
- 東短ビジネス情報コンサルティング（上海）有限公司 - 中国ビジネスに関連する情報提供とコンサルティング業務。
- 株式会社 Crypto Garage - 40%を出資。フィンテック分野におけるブロックチェーン金融サービスの研究開発と事業化を目的とした会社。